# ヴェズレイ・ヒベイロ・シウヴァ
ヴェズレイ（Wesley）ことヴェズレイ・ヒベイロ・シウヴァ（ポルトガル語: Wesley Ribeiro Silva、1999年3月30日 - ）は、ブラジルのサッカー選手。ポジションはFW。

## クラブ歴
SEパルメイラスの下部組織出身。2019年にカンピオナート・ブラジレイロ・セリエBのECヴィトーリアに期限付き移籍し、6月9日に行われた試合でフル出場し選手初出場。2020年にパウメイラスに復帰した。